# Abrams (Wisconsin)
Abrams es un pueblo ubicado en el condado de Oconto en el estado estadounidense de Wisconsin. En el Censo de 2010 tenía una población de 1.856 habitantes y una densidad poblacional de 19,12 personas por km².

## Geografía
Abrams se encuentra ubicado en las coordenadas 44°47′53″N 88°4′37″O / 44.79806, -88.07694. Según la Oficina del Censo de los Estados Unidos, Abrams tiene una superficie total de 97,1 km², de la cual 96,8 km² corresponden a tierra firme y (0,3%) 0,3 km² es agua.

## Demografía
Según el censo de 2010, había 1.856 personas residiendo en Abrams. La densidad de población era de 19,12 hab./km². De los 1.856 habitantes, Abrams estaba compuesto por el 98,22% blancos, el 0,11% eran afroamericanos, el 0,27% eran amerindios, el 0,32% eran asiáticos, el 0,11% eran isleños del Pacífico, el 0,22% eran de otras razas y el 0,75% pertenecían a dos o más razas. Del total de la población el 1,35% eran hispanos o latinos de cualquier raza.